# Petre Ninosu
Petre Ninosu (n. 9 noiembrie 1944, București, România – d. 26 iulie 2008, București, România) a fost un jurist român, senator de București pe listele PSD, ministru al justiției și judecător la Curtea Constituțională a României.

## Biografie
Petre Ninosu s-a născut la data de 9 noiembrie 1944, în orașul București. A absolvit în anul 1968 cursurile Facultății de Drept din București. El și-a efectuat serviciul militar obligatoriu în perioada 1 august 1968 - 1 februarie 1969, la Școala de ofițeri de rezervă nr. 4 a Ministerului Afacerilor Interne (conform unui referat al Colegiului de avocați Ilfov), aflată la Băneasa în același sediu cu Școala de ofițeri de Securitate. A absolvit Școala de ofițeri cu gradul de sublocotenent, fiind avansat ulterior, în urma unei concentrări din 1973, la gradul de locotenent.
După absolvirea stagiului militar obligatoriu, a fost angajat la data de 15 martie 1969 pe postul de cercetător științific la Institutul pentru studierea conjuncturii economice internaționale (transformat ulterior în Institutul de Economie Mondială) din subordinea Ministerului Comerțului Exterior, unde a activat timp de un an.
În anul 1970, devine avocat în cadrul Colegiului Ilfov și apoi la Colegiul București.
La data de 1 septembrie 1976, este transferat pe postul de consilier la Direcția de Studii, Legislație și Documentare din Ministerul Justiției, unde activează până în anul 1987, colaborând, printre altele, la alcătuirea Codului Civil adnotat din 1982.
Într-un referat al conducerii Direcției de Studii, Legislație și Documentare, Petre Ninosu este caracterizat astfel: „Permanent manifestă interes atât în perfecționarea pregătirii sale politico-ideologice, cât și cea profesională. (...) Participă activ în toate acțiunile obștești organizate și conduse de organizația de partid.
În anii '80, el completa în fișa personală atașată dosarului său profesional, în dreptul căsuței „Ce funcții politice are în prezent...”, calitatea de „propagandist PCR“.
La data de 9 mai 1989, Colegiul avocaților București a decis strămutarea sa, împreună cu familia, stabilindu-li-se domiciliu obligatoriu în orașul Piatra Neamț.
În acest timp, el și-a continuat activitatea de avocat și a fost cooptat în Colegiul județean. După Revoluția din decembrie 1989, i s-a recunoscut statutul de fost deținut politic.

## Familia
A doua sa soție, Alexandra, e fiica fostului ministru comunist de externe Corneliu Mănescu. Din 2003, aceasta este judecător la Curtea Supremă de Justiție.

## Activitatea sa după Revoluția din 1989
După izbucnirea Revoluției din decembrie 1989, Petre Ninosu a fost unul dintre organizatorii Consiliului Frontului Salvării Naționale. În februarie 1990 a fost numit în funcția de director adjunct al Direcției Legislație și Studii din Ministerul Justiției.
În urma alegerilor parlamentare din 20 mai 1990, Petre Ninosu a fost ales ca deputat de Neamț pe listele FSN. În legislatura 1990-1992, el a deținut funcția de președinte al Comisiei juridice a Camerei Deputaților. Pietre Ninosu a fost membru în comisia specială pentru avizarea proiectului legii privatizării. Petre Ninosu a fost unul din inițiatorii rupturii Frontului Salvării Naționale, care a dus la formarea PDSR.
În anul 1992, Petre Nonosu a fost ales ca senator de București pe listele FDSN. În această calitate, a făcut parte ca membru din Comisia pentru buget, finanțe activitate bancară și din Comisia juridică, de numiri, disciplină, imunități și validări.
Petre Ninosu a deținut funcția de ministru al justiției (19 noiembrie 1992 - 6 martie 1994) și apoi de ministru pentru relația cu Parlamentul (20 octombrie 1995 - 11 decembrie 1996) în Guvernul Nicolae Văcăroiu.
În urma alegerilor din 1996, a fost reales ca senator de București pe listele PDSR. A fost vicepreședinte al Comisiei juridice, de numiri, disciplină, imunități și validări a Senatului. De asemenea, a făcut parte din Comisia pentru cercetarea abuzurilor, combaterea corupției și petiții (până în septembrie 1999) și apoi din Comisia pentru muncă și protecție socială (din septembrie 1999). Petre Ninosu a fost membru în grupurile parlamentare de prietenie cu Regatul Thailanda, Republica Slovenia și Republica Italiană și a inițiat 2 propuneri legislative. 
În perioada decembrie 2000-iunie 2001, a deținut funcția de Consilier de stat al Departamentului constituțional și legislație din cadrul Administrației prezidențiale.
Petre Ninosu este coautor al Codului civil adnotat din anul 1982. De asemenea, el este autor sau coautor a numeroase amendamente adoptate de Adunarea Constituantă, precum și a unor importante proiecte de legi adoptate între anii 1990-2000. În plus, a publicat și o serie de lucrări de specialitate, articole și comunicări științifice în domeniile Dreptului Civil și al Dreptului Internațional Privat.

## Judecător la Curtea Constituțională a României
În anul 2001, Petre Ninosu a fost numit de către Președintele României, Ion Iliescu, în funcția de judecător la Curtea Constituțională a României, pentru un mandat de 9 ani. La 7 iunie 2001, el a depus jurământul ca judecător al Curții Constituționale, alături de Șerban Viorel Stănoiu, Nicolae Cochinescu și Ioan Vida.
În noiembrie 2001, președintele Ion Iliescu i-a acordat lui Petre Ninosu Ordinul Național „Steaua României“ în grad de cavaler. Petre Ninosu a încetat din viață în somn, în seara zilei de 26 iulie 2008, la vârsta de 63 de ani.
Petre Ninosu a fost căsătorit de două ori, mai întîi cu avocata Marie-Jeanne Serdici, împreună cu care a avut o fiică, Ozana Alexandra și a doua oară, cu Alexandra Mănescu, fiica fostului ministru de externe din perioada comunistă, Corneliu Mănescu. Soția sa a fost numită, la 16 decembrie 2003, ca judecător la Curtea Supremă de Justiție.

## Aprecieri
„Personalitate marcantă a vieții publice, Petre Ninosu a avut o contribuție importantă la dezvoltarea gândirii juridice românești .”—Traian Băsescu
„Ne părăsește încă un OM de mare calitate. (...) Va rămâne în memoria tuturor celor ce l-au cunoscut prin calitățile sale deosebite – atât în plan profesional, cât și în plan uman – pentru ținuta sa consecventă în privința convingerilor sale politice, intelectual de stânga, dedicat cauzei democrației și consolidării statului de drept, dar mai ales dotat cu înalte calități umane: loialitate, colegialitate, discreție și decență .”—Ion Iliescu
„L-am admirat ca jurist și l-am admirat pentru spiritul său de frondă, dar și pentru loialitate, privită ca un dar ce nu cere recompensă. (...) Lasă în urma lui, mai ales, un personaj de roman, un autentic om de stânga, prin viața lui, nu doar prin lecturi sau opțiuni .”—Adrian Năstase